# 악상어과

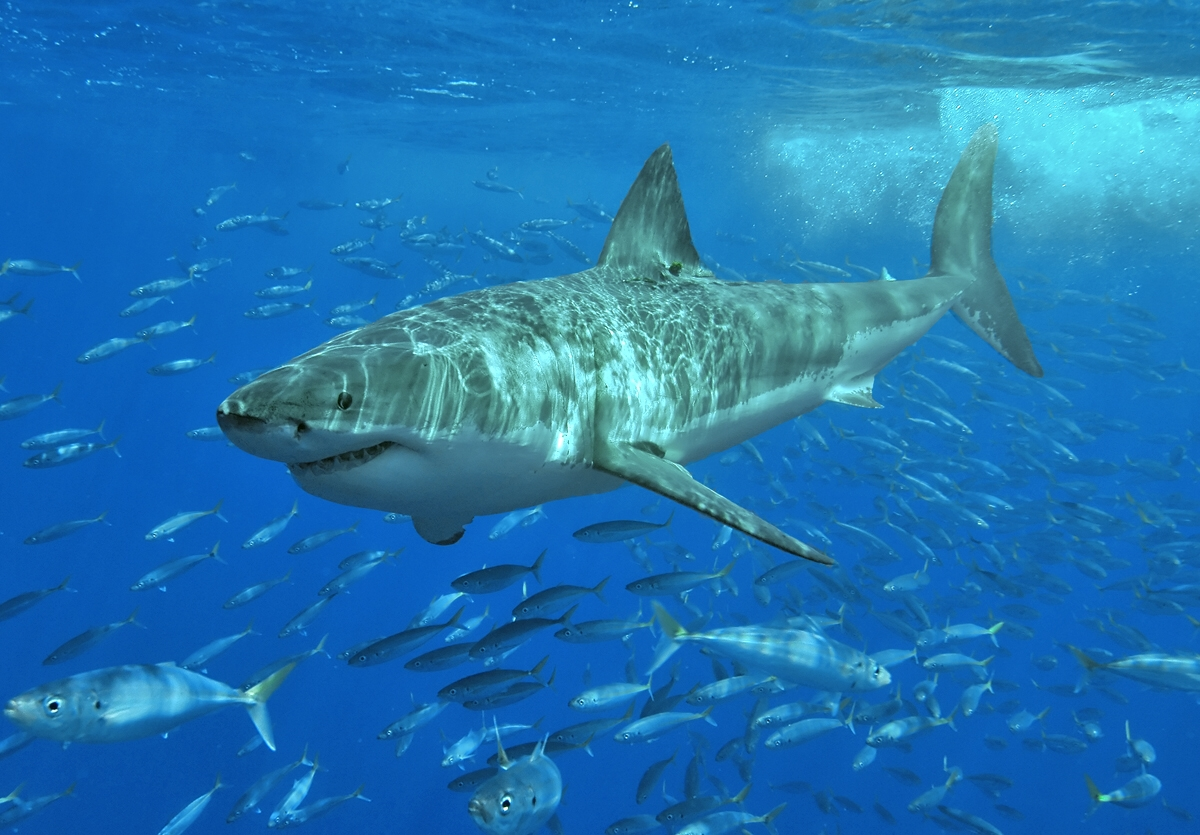

악상어과는 악상어목의 한 과이다. Isuridae(청상아리과)와 같은 의미로도 쓰인다. 악상어속, 백상아리속, 청상아리속 세 속이 현존하고 있다. 대부분 사람을 습격하는 상어로 알려져 있으며, 먹이를 구하기 위해 장거리를 활발하게 움직이는 상어들이다. 분류에 논란이 많은데 멸종된 몇몇의 청상아리들이 백상아리와 직접 관계있는 것으로 보고 이 청상아리들을 백상아리속으로 분류하는 견해도 있고, 백상아리의 멸종된 친척으로 생각되던 메갈로돈이 백상아리와 직접 관련이 없다는 연구도 있어 분류에 있어 혼란스러운 상황이다.

## 분류
- 악상어과 (Lamnidae)
  - 백상아리속 (Carcharodon)
    - 백상아리 (Carcharodon carcharias) Linnaeus, 1758
    - † 메갈로돈상어 (Carcharodon megalodon) Agassiz, 1843
    - † 허벨백상아리(Carcharodon hubbelli)

  - 청상아리속 (Isurus)
    - 청상아리 (Isurus oxyrinchus) Rafinesque, 1810
    - 단순청상아리 (Isurus paucus) Guitart Manday, 1966
    - † Isurus retroflexus Agassiz, 1843
    - † Isurus desori Sismonda, 1849
    - † Isurus escheri Agassiz, 1843
    - † Isurus planus Agassiz, 1856
    - † 넓은이빨청상아리(Isurus hastalis) Agassiz, 1843

  - 악상어속 (Lamna)
    - 악상어 (Lamna ditropis) Hubbs & Follett, 1947
    - 비악상어 (Lamna nasus) Bonnaterre, 1788
    - † Lamna rupeliensis Le Hon, 1871
    - † Lamna venusta Herman, 1975

## 같이 보기
- 상어